# Gynodiplosis humata
Gynodiplosis humata är en tvåvingeart som beskrevs av Ephraim Porter Felt 1927. Gynodiplosis humata ingår i släktet Gynodiplosis och familjen gallmyggor. Inga underarter finns listade i Catalogue of Life.